# The Peel Sessions (Joy Division)

The Peel Sessions est une série de sessions enregistrées par le groupe britannique de post-punk Joy Division pour l'émission radiophonique de John Peel sur la BBC Radio 1 entre janvier et novembre 1979.

## Parutions

### The Peel SessionsEP (1986)
Albums de Joy Division
She's Lost Control/ Atmosphere
(1980) The Peel Sessions
(1987)
Le premier EP, The Peel Sessions, est sorti en 1986 par le label Strange Fruit. Il contient les enregistrements effectués pour l'émission radiophonique de John Peel du 14 février 1979, et a été capté aux BBC Studios, dans le quartier de Maida Vale à Londres, en Angleterre le 31 janvier 1979. Aucune des chansons n'a été publiée avant la diffusion radio. Cette version de Transmission est un des seuls enregistrements dans lequel Ian Curtis et Bernard Sumner jouent de la guitare en même temps.
L'EP a passé 2 semaines dans l'UK Albums Chart, arrivant en 96e place et 13 semaines dans l'UK Indie Chart, arrivant en 4e position.

#### Morceaux
Toutes les chansons sont composées par Joy Division.
Face A
| No | Titre        | Durée |
| -- | ------------ | ----- |
| 1. | Exercise One | 2:30  |
| 2. | Insight      | 3:55  |

Face B
| No | Titre              | Durée |
| -- | ------------------ | ----- |
| 1. | She's Lost Control | 4:10  |
| 2. | Transmission       | 3:55  |

### The Peel SessionsEP (1987)
Albums de Joy Division
The Peel Sessions
(1986) Atmosphere/The Only Mistake
(1988)
Le second EP, également intitulé The Peel Sessions, est sorti en 1987 par Strange Fruit. Il contient les enregistrements faits pour l'émission radiophnique de John Peel du 10 décembre 1979, et a été capté aux BBC Studios, dans le quartier de Maida Vale à Londres, en Angleterre le 26 novembre 1979. Aucune des chansons n'a été publiée avant la diffusion radio.
L'EP a passé une semaine dans l'UK Albums Chart, arrivant en 98e position et 17 semaines dans l'UK Indie Chart, arrivant à la 3e place.

#### Morceaux
Toutes les chansons sont composées par Joy Division.
Face A
| No | Titre                   | Durée |
| -- | ----------------------- | ----- |
| 1. | Love Will Tear Us Apart | 3:20  |
| 2. | 24 Hours                | 4:05  |

Face B
| No | Titre          | Durée |
| -- | -------------- | ----- |
| 1. | Colony         | 4:08  |
| 2. | Sound of Music | 4:20  |

### Peel Sessionscompilation (1990)
Albums de Joy Division
Substance
(1988) Warsaw
(1994)
Compilation des deux EP, The Peel Sessions, sortie en 1990 par Strange Fruit.
Différentes pochettes existent. La version originale est une photo du groupe dans le métro encadrée de rouge ou de noir et la version française est une photo retouchée du groupe.

#### Morceaux
Toutes les chansons sont composées par Joy Division.
| No | Titre                   | Durée |
| -- | ----------------------- | ----- |
| 1. | Exercise One            | 2:30  |
| 2. | Insight                 | 3:55  |
| 3. | She's Lost Control      | 4:10  |
| 4. | Transmission            | 3:55  |
| 5. | Love Will Tear Us Apart | 3:20  |
| 6. | Twenty Four Hours       | 4:05  |
| 7. | Colony                  | 4:00  |
| 8. | Sound of Music          | 4:20  |